# Kate Sessions
Katherine Olivia Sessions (née le 8 novembre 1857 et décédée le 24 mars 1940) est une botaniste, horticultrice et paysagiste américaine étroitement associée à San Diego, en Californie, et connue sous le nom de « Mère du parc Balboa ».

## Jeunesse et éducation
Sessions est née à San Francisco, en Californie, et a fait ses études à Oakland. À l'âge de six ans, elle a déménagé avec sa famille dans une ferme à côté du lac Merritt. Elle a fréquenté l'université de Californie à Berkeley en 1881, obtenant un diplôme en sciences naturelles. Alors qu'elle fréquentait une école de commerce de San Francisco, à la demande d'un ami, elle a déménagé à San Diego en 1883 pour travailler comme enseignante de huitième année et directrice adjointe à la Russ School (aujourd'hui San Diego High School (en)),. Elle a travaillé à l'école pendant plus d'un an avant de partir en raison de problèmes de santé.

## Carrière
À San Diego, Sessions a rapidement développé un intérêt pour la culture des plantes. En 1885, elle achète une pépinière ; en quelques années, elle devint propriétaire d'un magasin de fleurs ainsi que de champs et de pépinières en culture à Coronado, Pacific Beach et Mission Hills (en),. La The Mission Hills Nursery (en), qu'elle a fondée en 1910 et vendue à ses employés les frères Antonicelli en 1926, est toujours en activité.
En 1892, Sessions loua 30 acres (120 000 m2) de terrain dans le parc Balboa (alors appelé City Park) à la ville de San Diego pour l'utiliser comme champs de culture. En échange, elle a accepté de planter 100 arbres par an dans le parc pour la plupart stérile, ainsi que 300 arbres par an dans d'autres parties de San Diego,. Cet arrangement a laissé au parc un éventail de cyprès, de pins, de chênes, de schinus et d'eucalyptus cultivés dans ses jardins à partir de graines importées du monde entier ; pratiquement tous les arbres plus âgés encore visibles dans le parc ont été plantés par elle. Parmi de nombreuses autres introductions de plantes, on lui attribue l'importation et la vulgarisation du flamboyant bleu, désormais très familier dans la ville. Elle a également collecté, multiplié et introduit de nombreuses plantes indigènes de Californie (en) dans le commerce de l'horticulture et dans les jardins. En 1900, Sessions s'est rendu en Basse-Californie pour trouver un palmier non originaire de San Diego à planter dans le parc. Elle entreprendra également plus tard un voyage de sept mois à travers l'Europe où elle collectera plusieurs variétés de plantes qu'elle a finalement aidé à planter dans le parc.
Avec Alfred D. Robinson (en), elle a cofondé la San Diego Floral Association en 1907 ; c'est maintenant le plus ancien club de jardinage du sud de la Californie. Le club de jardinage a joué un rôle important en enseignant aux San Diegans comment cultiver des plantes ornementales et comestibles, à une époque où la plupart des aménagements paysagers de San Diego étaient constitués de terre et d'armoise.
Sessions a collaboré avec l'architecte Hazel Wood Waterman (en) sur la conception du jardin d'une maison unifamiliale près de Balboa Park construite par la mondaine de San Diego, Alice Lee (en).

## Vie privée
Sessions ne s'est jamais mariée, mais a maintenu une amitié étroite et durable avec Alice Eastwood et certaines personnes spéculent qu'elle aurait pu être membre de la communauté LGBTQ+,. Sessions est décédée à San Diego le 24 mars 1940, à l'âge de 82 ans. Elle est enterrée au cimetière du mont Hope (en) à San Diego.
La famille de Kate l'a suivie depuis la région de la baie jusqu'à San Diego. Elle a embauché des proches comme associés dans les affaires. Son père, Josiah, l'a aidée jusqu'à sa mort en 1903 après le décès de sa mère, Harriett, en 1895. Frank, son unique frère, a aidé à démarrer la première pépinière de poinsettias à Mission Hills. Tous les trois sont enterrés à côté d’elle au cimetière du Mont Hope. [11]
Malgré 60 années de travail par jour de 12 et 14 heures, elle ne s'accorda que deux vacances, et toutes deux incluaient des travaux horticoles. Kate n'avait pas d'héritiers à l'exception de Milton, le fils de son frère Frank.

## Héritage

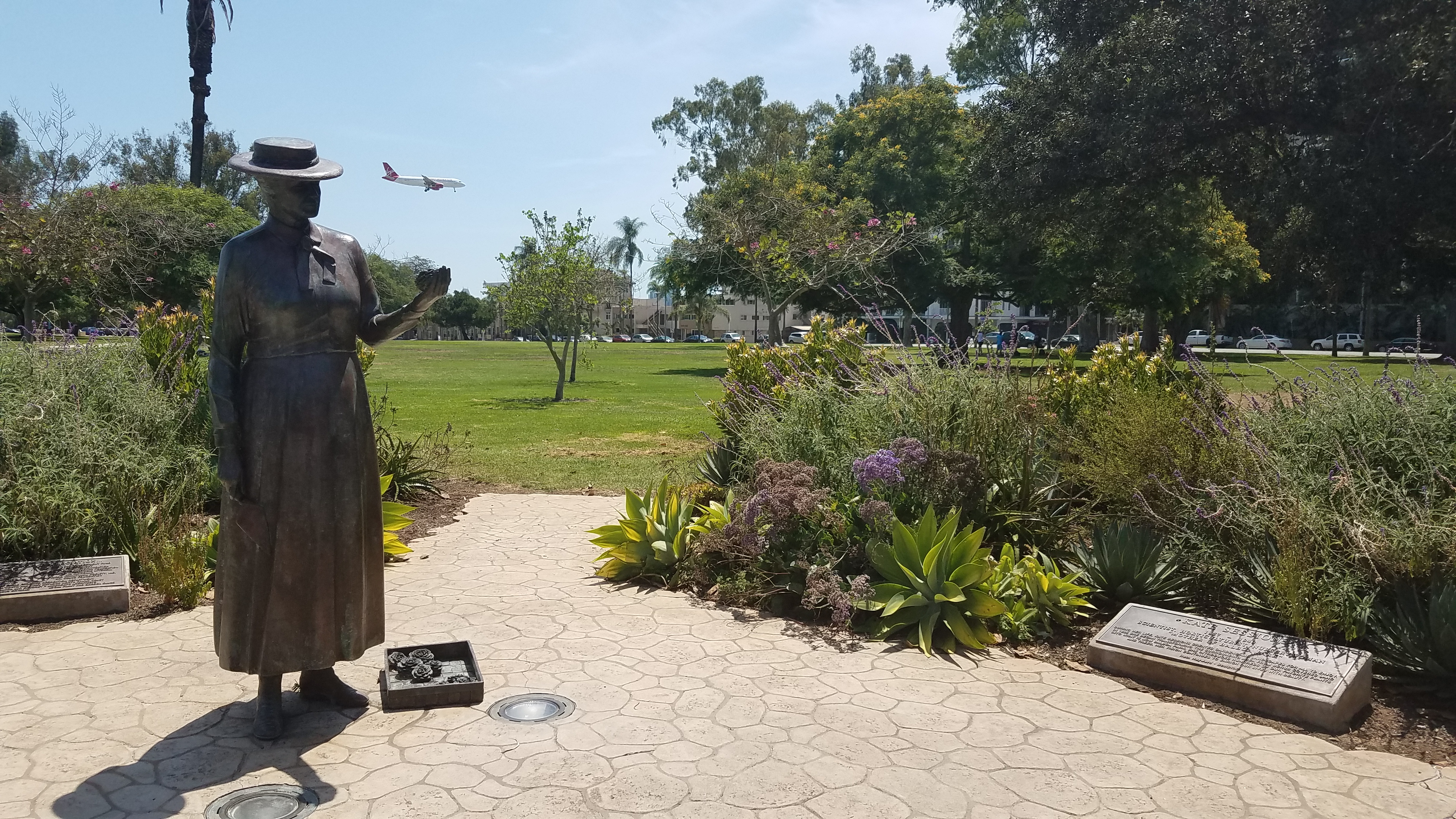
Statue en bronze de Kate Sessions dans le parc Balboa.

Le travail de Sessions sur l'introduction des plantes, ainsi que ses nombreux écrits sur le sujet, lui ont valu une reconnaissance internationale. Lors de la California Pacific International Exposition, le 22 septembre 1935, la journée lui a été dédiée, où elle a été nommée la « Mère de parc Balboa ». En 1939, elle est devenue la première femme à recevoir la prestigieuse médaille Frank Nicholas Meyer de l'American Genetic Association (en).
Dans la région de San Diego, l'école primaire Kate Sessions de Pacific Beach porte son nom, tout comme le parc commémoratif Kate Sessions (en) sur le mont Soledad, situé à moins d'un mile de l'école et construit seulement quelques années plus tard.
Une statue en bronze de Sessions, inaugurée en 1998, est située dans un endroit bien en vue du parc Balboa, dans le coin sud-ouest de Sefton Plaza, près de l'entrée de la Sixième Avenue du parc.
En 2006, le Women's Museum of California (en) a intronisé Sessions au San Diego County Women's Hall of Fame (en), sous le titre de Trailblazer,.

## Dans la culture populaire
Un livre d'images pour enfants de 2013, The Tree Lady: The True Story of How One Tree-Lovers Woman Changed a City Forever, raconte l'histoire de la vie, de l'éducation et de la contribution de Kate à la vie civique de San Diego.

## Œuvre sélectionnée
- The complete writings of Kate Sessions in California garden, 1909-1939, San Diego, San Diego Floral Association, 1998 (OCLC 40978506)